# アンネ・フランク基金
アンネ・フランク基金（ドイツ語: Anne Frank-Fonds） は、本部をバーゼルに置くスイスの財団法人である。基金はアンネの日記の著作権を管理し、家族の手紙や資料、写真や遺品も所有している。日記から得られる全ての収益は教育および援助目的で使用されている。

## 設立
基金はオットー・フランクと彼の二番目の妻、エルフリーデ (愛称: フィリッツィ、旧姓: ガイリンガー)の支援で1963年にバーゼルで設立された。
アンネ・フランクの肉親でただ一人、生き残ったオットー・フランクは、アンネと自分を含む家族全ての遺産を相続する唯一の団体として基金を指定した。
基金は運営委員会を始め大半がボランティアによって運営されており、小さな事務所にはパートタイマーが3人雇われているのみである。
1996年から2015年はアンネの従兄であったバディ・エリアスが基金の理事長で、副理事長はジョン・D・ゴールドスミスだった。
アムステルダムのアンネ・フランクの家とは無関係である。

## 活動内容
日記からもたらされる収入で基金は様々な世界的なプロジェクトを支援している。この場合、基金は「教育、対話、理解、偏見と心の中の人種差別を克服」というアンネ・フランクとオットー・フランクのモットーに従う。

### 医療支援
基金は「正義の人のための医療基金」を運営しており、諸国民の中の正義の人で東ヨーロッパ諸国に住む困窮した高齢者に対する医療費の支援を行っている。

### 他団体との協力
年次報告書によれば、ドイツ、イスラエル、インド、スイス、英国、米国と共にグローバルレベルでのプロジェクトへの努力がなされている。

#### アンネ・フランク平和デー
2000年以降、基金は毎年ベルゲン(ツェレ郡)の村で開催される「アンネ・フランク平和デー」 (Anne-Frank-Friedenstage)に合わせて世界の様々な機関と一緒にアンネの日記のメッセージを広める活動をしている。

#### ホロコースト記念博物館
2003年、基金はワシントンD.C.にあるアメリカ合衆国ホロコースト記念博物館にアンネの日記からいくつかのオリジナル原稿を展覧会のために提供した。

#### ユダヤ博物館
アンネ・フランク基金が収集したスターン家、カーン家、エリアス家、フランク家の絵画、写真、家具、記念品、手紙など数百の品々がフランクフルトのユダヤ博物館に永久貸与され、2013年10月から展示されている。博物館は2017年までの予定で拡張される。なお博物館は2015年6月20日よりリニューアルのため閉館しており2016年春に再開予定。

#### ユニセフスイス委員会
2013年1月29日にユニセフスイス委員会とアンネ・フランク基金はグローバル・パートナーシップ関係を結んだ。現在までに世界で何百万人もの子どもたちが武力紛争の犠牲となっている現状を緩和するために、子供の人権と教育を受ける権利を守る点で協力していくこととなった。

## 出版
- Gesamtausgabe: Tagebücher - Geschichten und Ereignisse aus dem Hinterhaus - Erzählungen - Briefe - Fotos und Dokumente

Anne Frank Fonds Basel (Herausgeber), Anne Frank (Autor), Mirjam Pressler (Übersetzer)
2013年10月18日 ISBN 978-3100223043
(意味) 完全版: 日記 - 歴史 - 隠れ家での出来事 - 短編小説 - 手紙 - 写真 - 文書
バーゼルのアンネ・フランク基金（編）、アンネ・フランク（著）、ミリアム・プレスラー （オランダ語からの翻訳）
アンネ・フランクの全ての著作物を含んだ完全版、未発表の手紙や日記、多くの写真、アンネの日記の a, b, c テキストの全てを含む。
- Darmstadt 2013, ISBN 978-3-534-26391-2 (WBG（ドイツ語版）ブッククラブ会員限定)